# Gián Mỹ
Gián Mỹ, tên khoa học Periplaneta americana là loại lớn nhất, có thể dài tới 3,8 cm hoặc hơn. Chúng có màu nâu đỏ, có màu nâu nhạt vàng ở mặt trên phần bụng. Cả gián đực và gián cái đều có cánh. Cánh gián đực hơi dài hơn phần bụng, trong khi đó cánh gián cái thì bằng với phần bụng.
Gián nhà phân bố toàn cầu, là loài côn trùng ưa thích môi trường ẩm, ấm và tối, gần người.

## Cấu tạo cơ thể

### Hình dạng ngoài
Gián màu nâu thẫm, cơ thể chia làm 3 phần: đầu, ngực, bụng
Đầu gián do một số đốt của phần trước cơ thể hợp thành. Tuy nhiên, ở dạng trưởng thành không thể phân biệt được ranh giới giữa các đốt. Gián có kiểu đầu miệng dưới, bởi vì miệng hướng xuống dưới.
Trên đầu gián có một đôi mắt kép, một đôi mắt đơn, một đôi anten và phần phụ miệng. Cặp mắt kép của gián khá lớn, màu đen. Trên bề mặt của mắt kép có một đôi anten hình sợi, vuốt nhỏ về phía đầu và gồm hàng trăm đốt. Đốt gốc lớn nhất và nằm trong hốc anten. Phía dưới hốc anten là một mắt đơn rất nhỏ màu trắng.
Vùng giữa hai mắt kép về phía trước là trán. Phía dưới trán là gốc môi, giữa môi và gốc môi có một ngấn ngang. Hai bên mé trán là má. Phía sau má là gáy. Sau gáy là chẩm bao quanh lỗ chẩm. Đầu thông với ngực qua lỗ chẩm
Phần phụ miệng gián nhà là kiểu nhai nghiền điểm hình. Gồm có: Môi trên, đôi hàm trên, đôi hàm dưới, môi dưới và tấm hạ hầu. Môi trên là một phiến cuticun cứng, hình chữ nhật, hai góc phía trước lượn tròn. Mặt trong của môi trên là một lớp màng mềm, có nhiều cơ quan cảm giác hóa học. Hàm trên là một khối cuticun cứng, màu đen, phần ngoài có răng nhọn, sắc, dùng để cắt thức ăn.
Gốc sọ có một khớp lồi và một khớp lõm ở phía dưới má. Hàm dưới gồm hai đốt: đốt gốc và đốt ngọn. Đốt gốc ngắn, khớp với đầu ở sau khớp hàm trên, phía dưới gáy. Đốt ngọn có xúc biện hàm dưới hay còn gọi là pan hàm dưới có năm đốt, với nhiều cơ quan cảm giác hóa học và cơ học. Ở ngọn đốt gốc còn có tấm nghiền ngoài và tấm nghiền trong. Môi dưới do đôi hàm dưới hai gắn lại tạo thành. Môi dưới gồm hai phần: phần gốc hay tấm dưới cằm do hai đốt gốc kết hợp lại. Phần ngọn hay cằm,do hai đốt ngọn kết hợp lại, cằm mang đôi xúc biện môi dưới, có chức năng cảm giác, gồm 3 đốt. Cằm có hai phiến lưỡi và hai tấm bên lưỡi, tương đương với lá nghiền ngoài và lá nghiền trong của hàm dưới. Tấm dưới hầu là một khối mô mềm ở trong xoang miệng, sát ngay gốc môi dưới, chia khoang miệng thành hai khoang nhỏ. Khoang phá trên là khoang thức ăn. Khoang dưới là khoang nước bọt. Lỗ tuyến nước bọt ở gốc tấm hạ hầu

### Hình ảnh

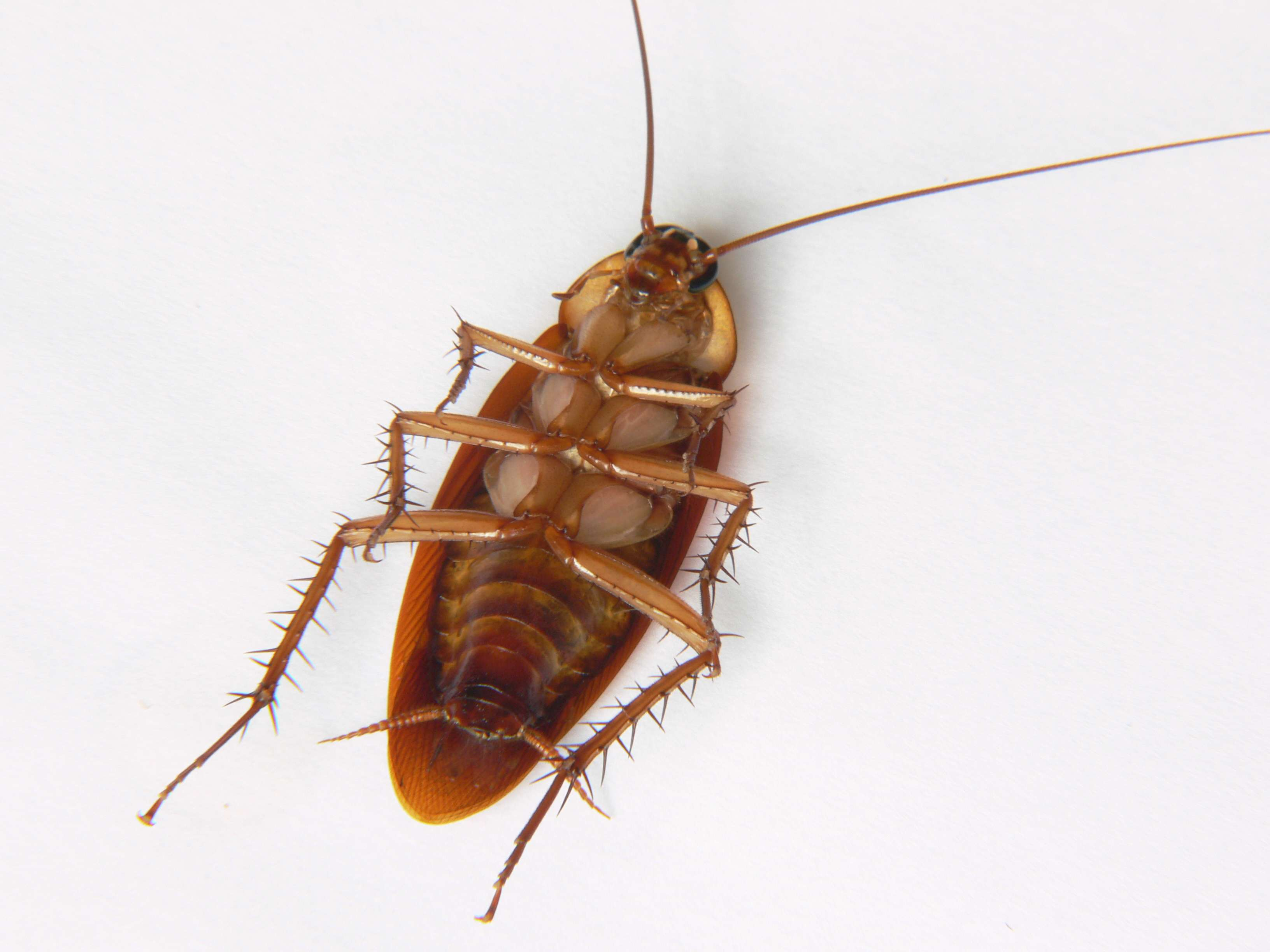
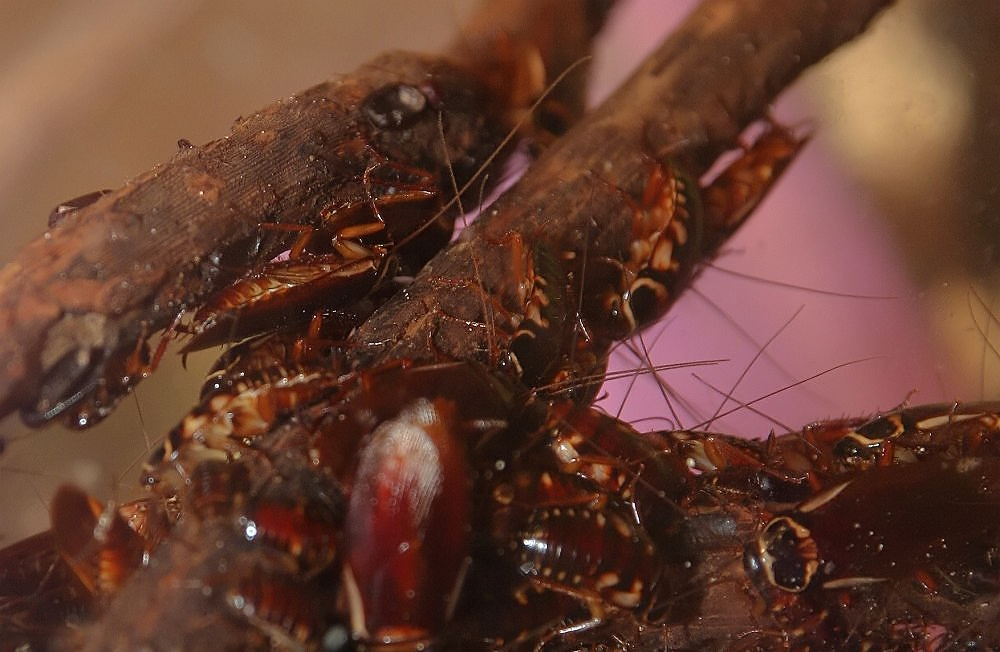
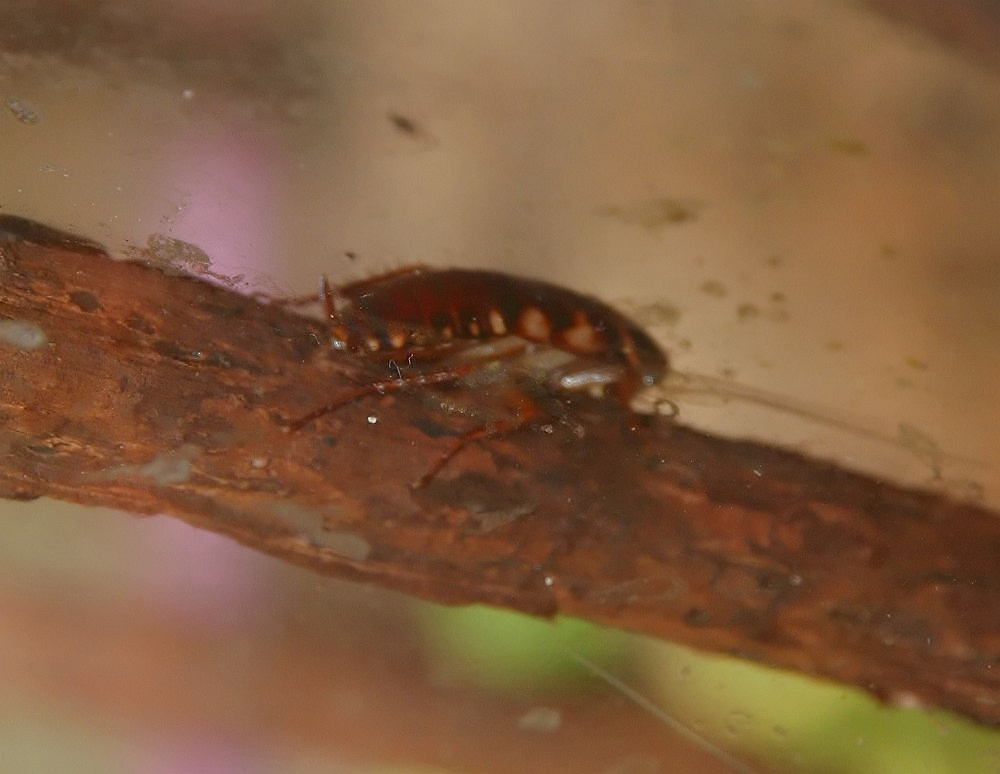
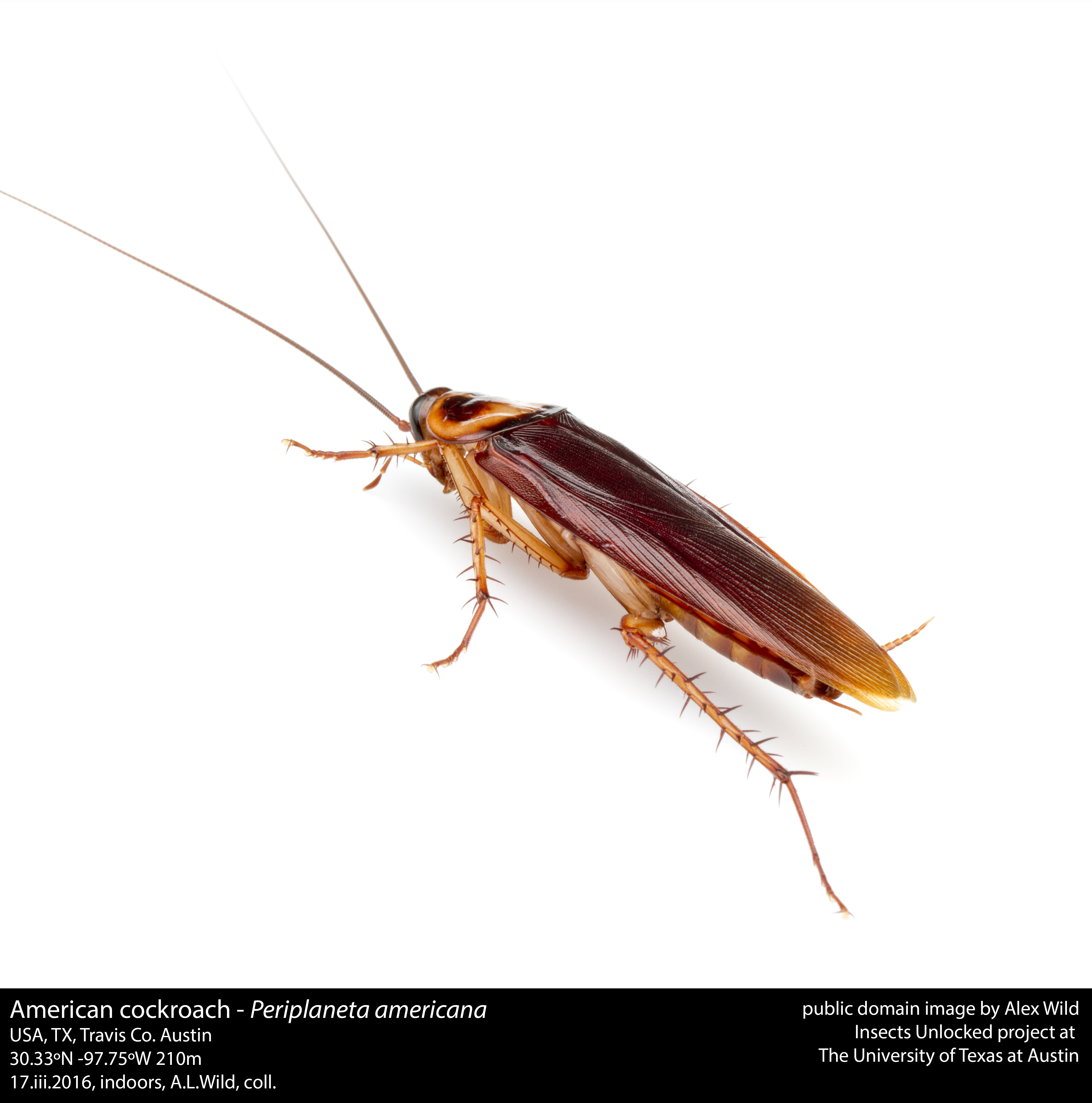
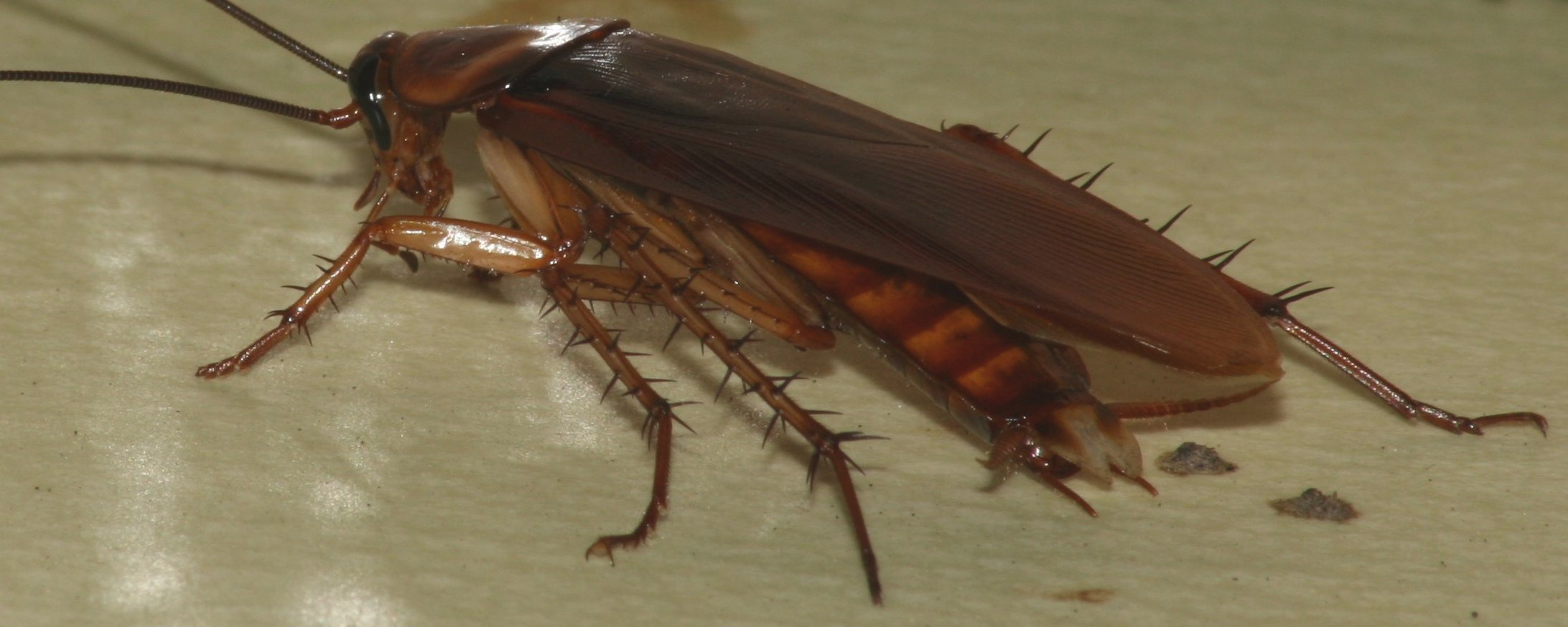
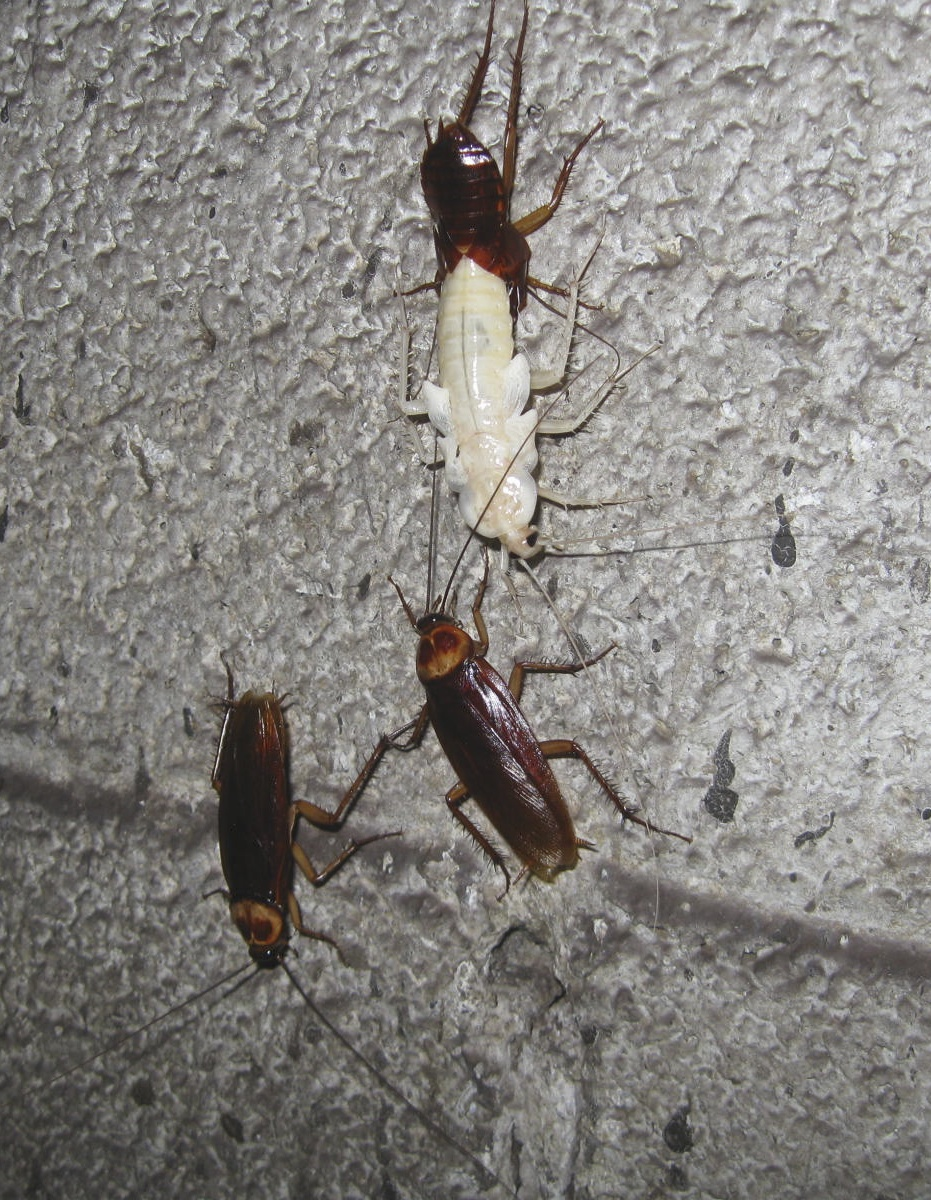
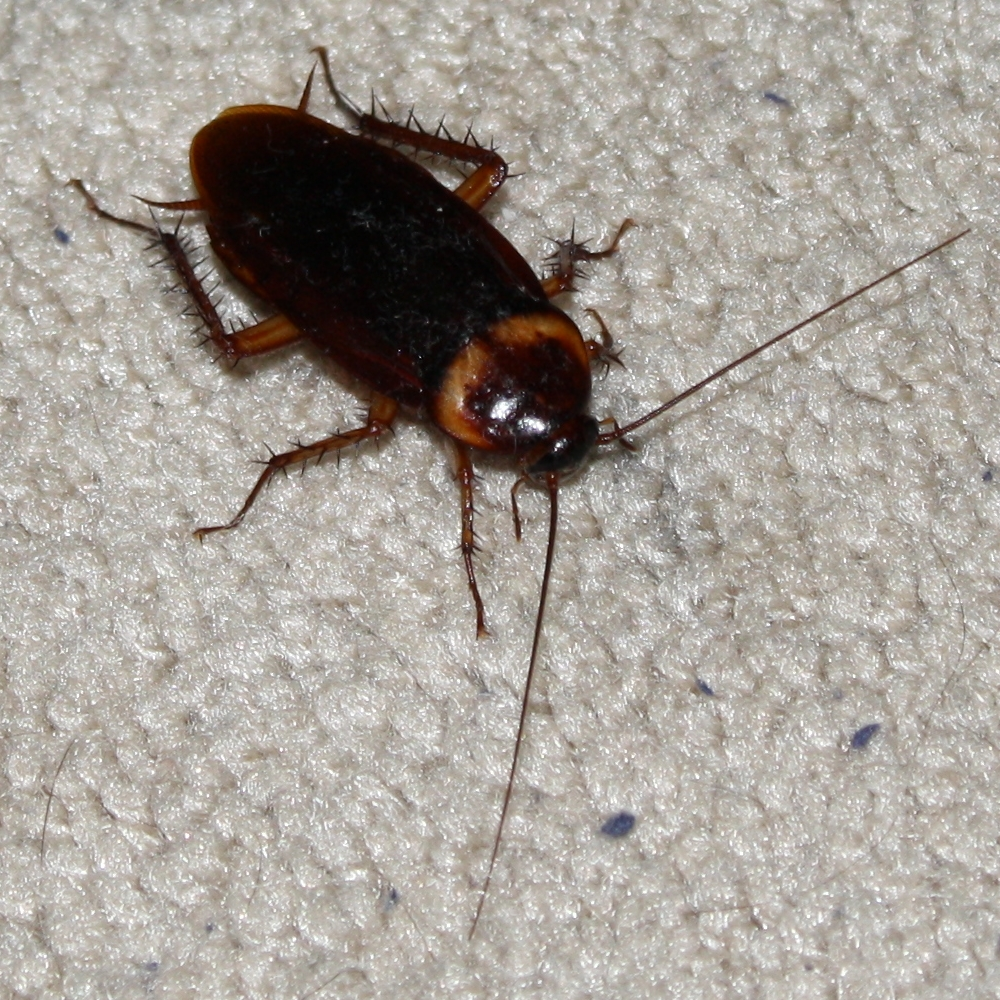
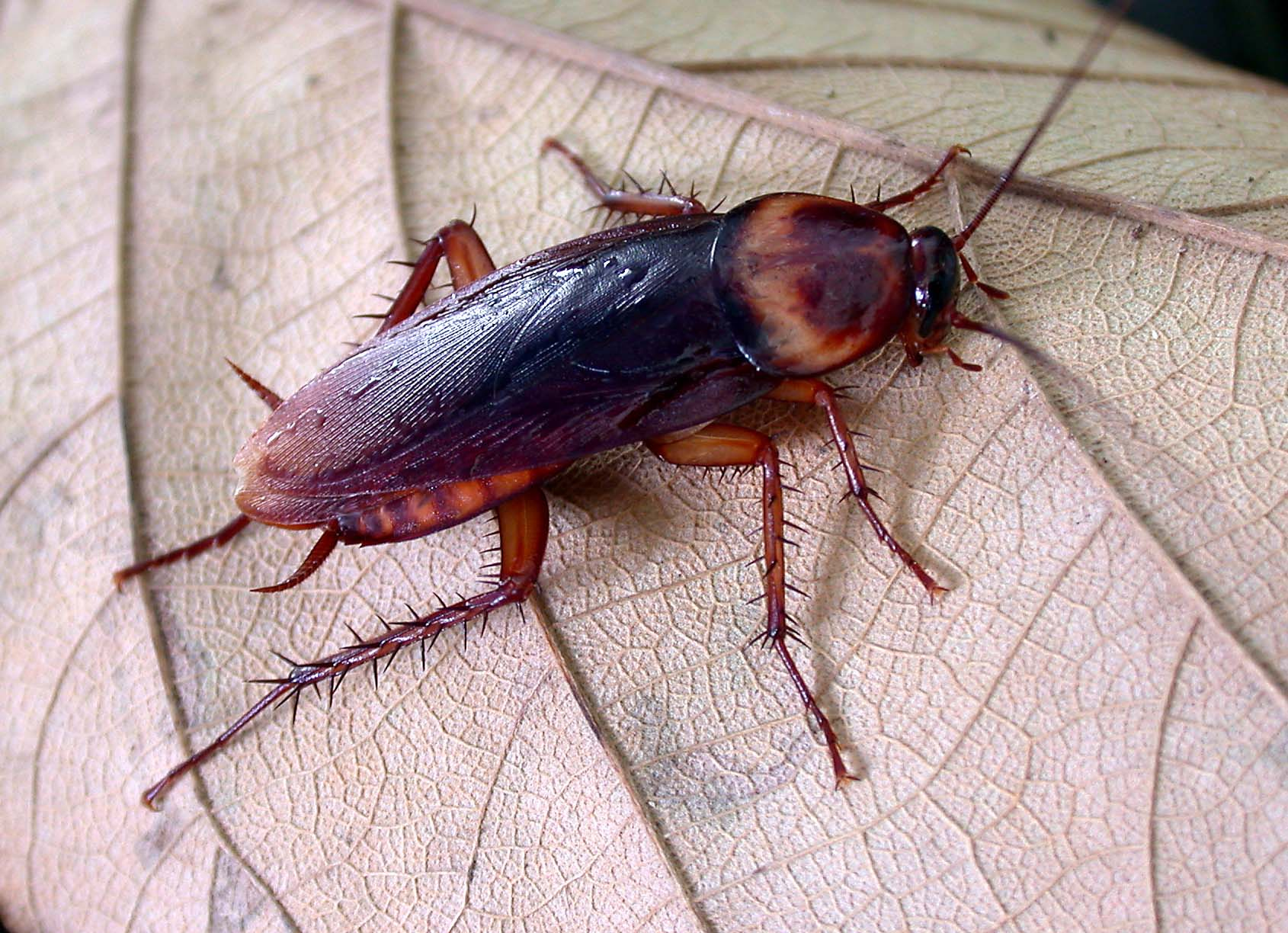
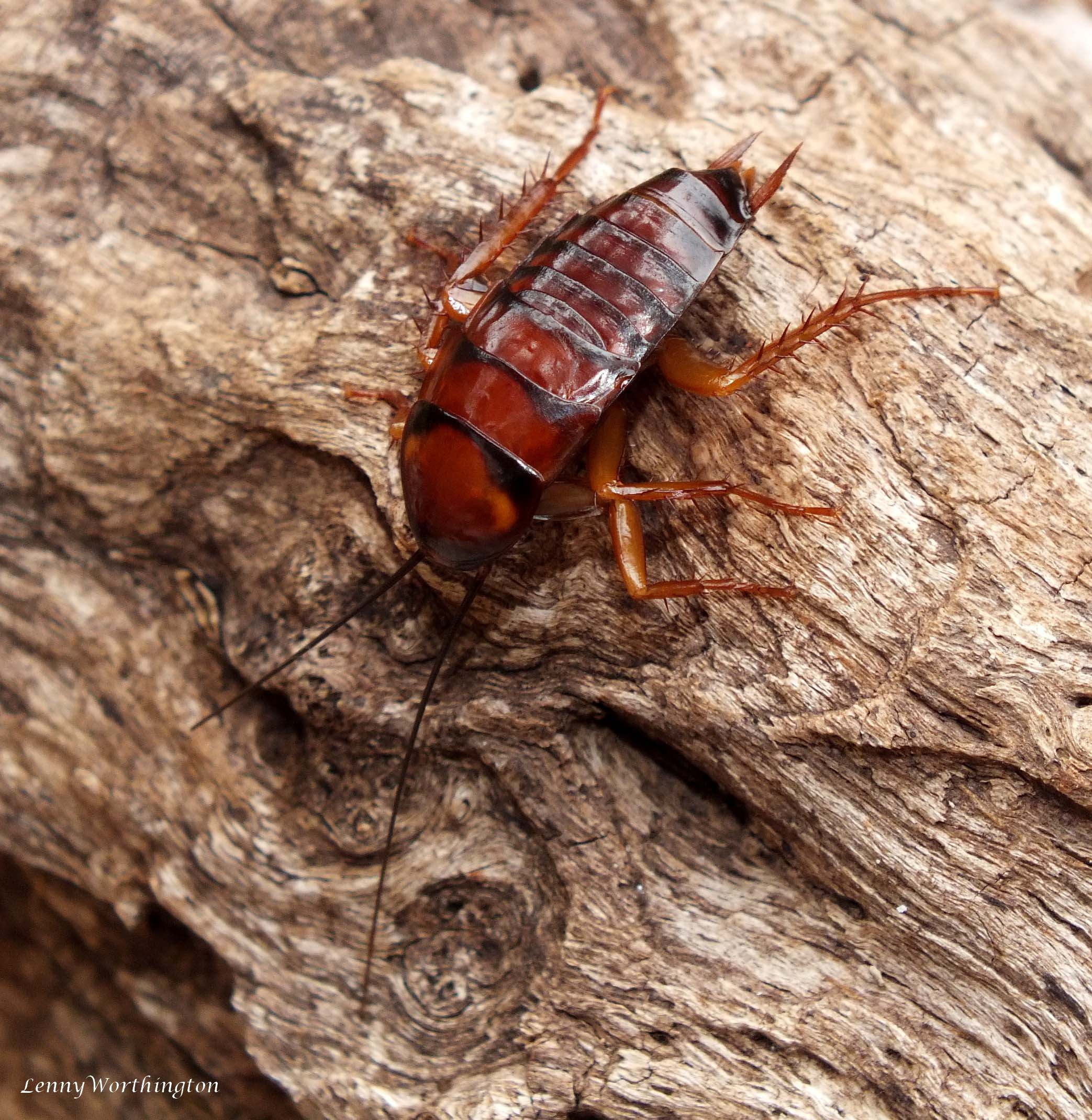
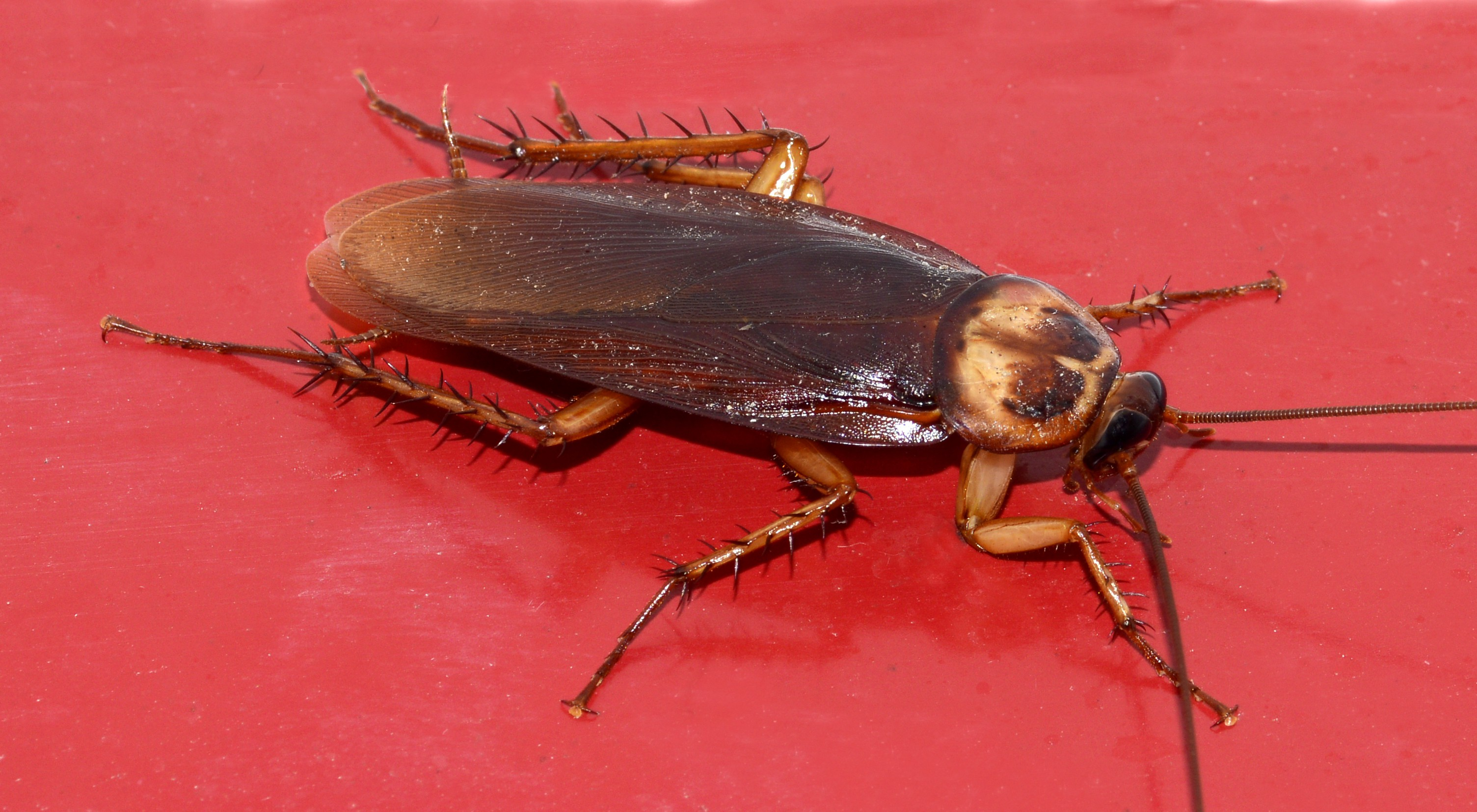
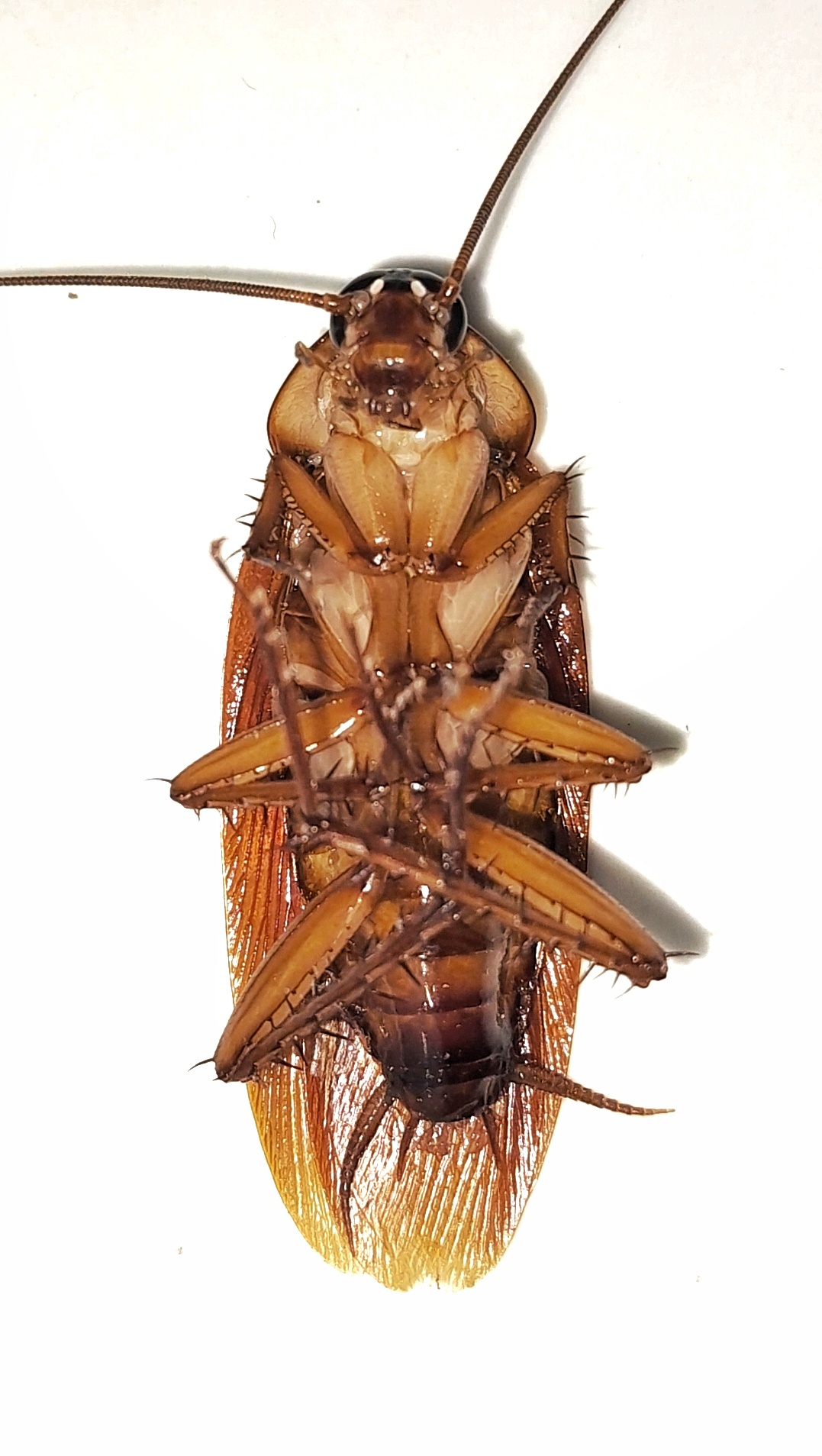